# Vědecký článek
Vědecký článek je druh akademické publikace, která je obvykle vydávaná ve vědeckém časopise. Obsahuje původní výzkum nebo jeho přezkoumání. Vědecký článek je považován za validní, pouze pokud podstoupí proces tzv. peer review (recenzování), při kterém jeden nebo více odborníků z téhož odvětví jakého se týká předmět článku zkoumá, zda je obsah článku vhodný k publikování. Článek může podstoupit celou řadu recenzí, oprav a znovupodání předtím, než je buď konečně přijat, nebo zamítnut. Tento proces obvykle trvá několik měsíců. Další dobu (v některých odvětví i přes rok) trvá, než je článek opravdu vydán. To se týká především prestižních časopisů, kde počet přijatých článků převyšuje kapacitu jejich obsahu. Z tohoto důvodu někteří autoři článků zveřejňují předtiskovou verzi článku na internetových stránkách.
Některé časopisy (obzvláště ty mladší) publikují vědecké články pouze v elektronické formě. Taktéž papírové časopisy zveřejňují svůj obsah elektronicky, jak pro jednotlivce, tak pro knihovny. Téměř vždy bývají tyto verze k dispozici pro předplatitele při publikování článku, někdy i dříve.

## Vliv AI
V březnu 2025 prošel recenzním řízením první vědecký článek vytvořený pouze skrze umělou inteligenci od tokijské firmy Sekana AI. Článek s kvalitním hodnocením vytvořil nástroj The AI Scientist-v2.